# Olympische Sommerspiele 1900/Bogenschießen – Au cordon doré (33 m Scheibenschießen)
Der Bogenschießwettbewerb in der Disziplin Au cordon doré (33 m Scheibenschießen) bei den Olympischen Spielen 1900 in Paris wurde am 28. Mai 1900 im Bois de Vincennes ausgetragen.
Der Name des Wettbewerbs cordon doré bezeichnet die Siegerpreise, um die geschossen wurde, goldfarbene Schärpen.
Es sind nur drei von acht teilnehmenden Athleten bekannt. 

## Ergebnis
| Rang | Athlet                 | Nation     | Punkte    |
| ---- | ---------------------- | ---------- | --------- |
| 1    | Hubert Van Innis       | Belgien    | unbekannt |
| 2    | Victor Thibault        | Frankreich | unbekannt |
| 3    | Charles Frédéric Petit | Frankreich | unbekannt |
| 4–8  | unbekannt              | unbekannt  | unbekannt |